# Pseudoparatettix moultoni
Pseudoparatettix moultoni är en insektsart som först beskrevs av Hancock, J.L. 1913.  Pseudoparatettix moultoni ingår i släktet Pseudoparatettix och familjen torngräshoppor. Inga underarter finns listade i Catalogue of Life.